# یو هیون سو
یو هیون-سو (کره‌ای: 여현수؛ زادهٔ ۲۱ سپتامبر ۱۹۸۲) بازیگر اهل کره جنوبی است.

## فیلم‌شناسی

### فیلم
| سال  | عنوان              | نقش          |
| ---- | ------------------ | ------------ |
| ۲۰۰۱ | بانجی جامپینگ آنها | ایم هیون-بین |
| ۲۰۰۲ | تولد یک مرد        | کیم هه-سان   |
| ۲۰۰۵ | تعطیلات            | چوی مین-سوک  |
| ۲۰۰۶ | به آقا، با عشق     | لی سه-هو     |
| ۲۰۱۰ | یک درخت تنها       | کانگ سوک-وو  |
| ۲۰۱۲ | غریبه‌ها            | سوک-یی       |
| ۲۰۱۳ | پلی‌بوی بونگ        | قهرمان مرد   |

### مجموعه‌های تلویزیونی
| سال  | عنوان                             | نقش           | شبکه       |
| ---- | --------------------------------- | ------------- | ---------- |
| ۱۹۹۹ | هور جون                           | کیم سانگ-هوو  | ام‌بی‌سی     |
| ۲۰۰۰ | دوستان بد                         |               | ام‌بی‌سی     |
| ۲۰۰۰ | بی‌وقفه                            |               | ام‌بی‌سی     |
| ۲۰۰۱ | هتلدار                            |               | ام‌بی‌سی     |
| ۲۰۰۱ | دراما سیتی «با تشکر از»           | جین-یونگ      | کی‌بی‌اس۲    |
| ۲۰۰۲ | رزرو برای عشق                     | پارک سونگ-جین | ام‌بی‌سی     |
| ۲۰۰۲ | پنج برادر و خواهر                 | هان هو-شیک    | اس‌بی‌اس     |
| ۲۰۰۲ | عصر بی‌گناهی                       | مین-سو        | اس‌بی‌اس     |
| ۲۰۰۳ | آخرین رقص رو برای من نگهدار       | یو هیون-سو    | ام‌بی‌سی     |
| ۲۰۰۳ | رودخانه‌ای که از قلب هر کسی می‌گذرد | سونگ-هوان     | کی‌بی‌اس۱    |
| ۲۰۰۳ | عاشقان                            | یو جی-سوپ     | اس‌بی‌اس     |
| ۲۰۰۴ | زنان مسافرت                       | جین بیونگ-ته  | اس‌بی‌اس     |
| ۲۰۰۶ | ام‌بی‌سی بست تئاتر «الویس»          | لی بیونگ-سو   | ام‌بی‌سی     |
| ۲۰۱۰ | افسانه دونگ‌یی                     | گه دو-را      | ام‌بی‌سی     |
| ۲۰۱۰ | آنگ شیم جونگ                      | کنگ یه-رانگ   | ئی چنل     |
| ۲۰۱۱ | زن خطرناک                         | کانگ دونگ-مین | ام‌بی‌سی     |
| ۲۰۱۱ | خدمتکار، داستان‌های ناگفتهٔ بانگ جا | لی مونگ-ریونگ | چنل سی‌جی‌وی |

### ورایتی شو
| سال  | عنوان                | شبکه    |
| ---- | -------------------- | ------- |
| ۲۰۱۳ | تئاتر انسانی         | کی‌بی‌اس۱ |
| ۲۰۱۴ | لطفاً مراقب مامان باش | کی‌بی‌اس۲ |

## جوایز
| سال  | مراسم جوایز                   | دسته                             | اثر نامزد شده      |
| ---- | ----------------------------- | -------------------------------- | ------------------ |
| ۲۰۰۱ | سی و هفتمین جوایز هنری بکسانگ | بهترین بازیگر تازه‌کار مرد – فیلم | بانجی جامپینگ آنها |